# Walter Miranda
Walter Raúl Miranda Sabio (Trujillo, Colón, 9 de febrero de 1974) es un Abogado y Notario,  siendo el primer Magistrado Garifuna, hondureño, que se desempeña actualmente en el cargo como Magistrado de la Corte Suprema de Justicia.